# Puglia vasútállomásainak listája

Puglia elhelyezkedése Olaszországban

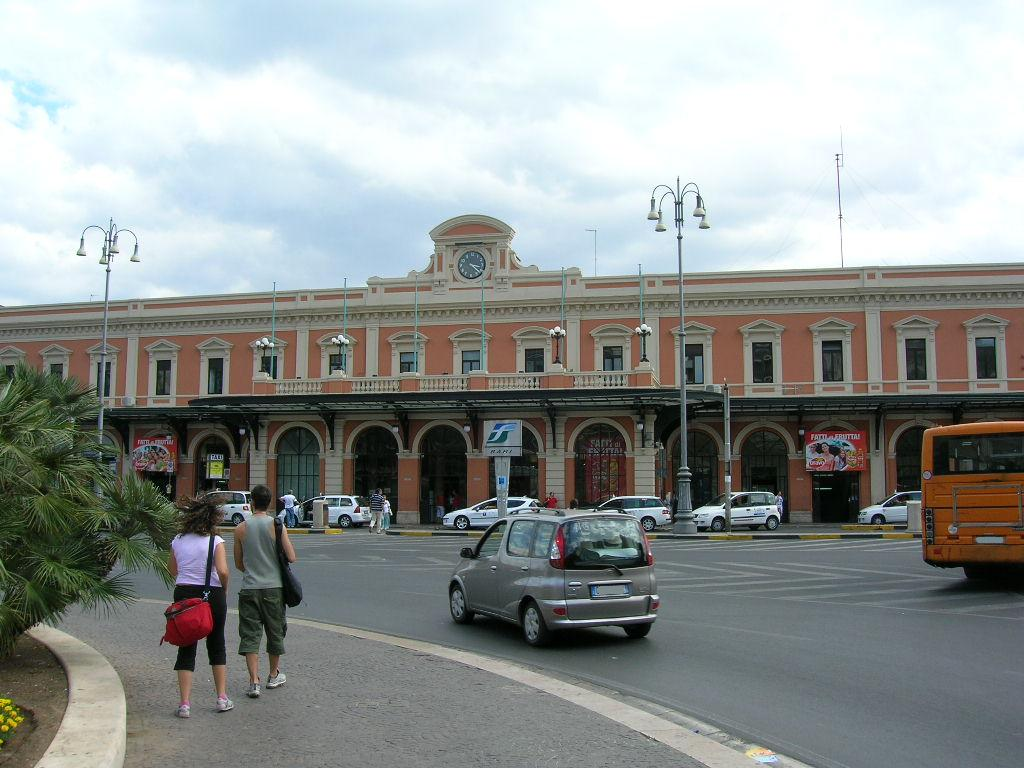
Stazione di Bari Centrale

Ez a lista az olasz Puglia régió vasútállomásait sorolja fel ábécé sorrendben.

## A lista
| Állomás neve                                     | Cím                                | Közigazgatási egység  | Megye | Hálózat        | Kategória |
| ------------------------------------------------ | ---------------------------------- | --------------------- | ----- | -------------- | --------- |
| Stazione di Acquaviva delle Fonti                | Piazza A.Moro                      | Acquaviva             | BA    | RFI            | ezüst     |
| Stazione di Altamura                             | Piazza Stazione                    | Altamura              | BA    | RFI            | bronz     |
| Stazione di Apricena                             | Via Madonna degli Angeli           | Apricena              | FG    | RFI            | bronz     |
| Stazione di Ascoli Satriano                      | Strada ProViale per Candela        | Ascoli Satriano       | FG    | RFI            | bronz     |
| Stazione di Bari Centrale                        | Piazza A.Moro 1                    | Bari                  | BA    | GrandiStazioni | platinum  |
| Stazione di Bari Palese Macchie                  | Via A. di Savoia                   | Bari                  | BA    | RFI            | ezüst     |
| Stazione di Bari Parco Sud                       | Viale Caduti di Tutte le guerre 12 | Bari                  | BA    | RFI            | bronz     |
| Stazione di Bari Santo Spirito                   | Corso Garibaldi                    | Bari                  | BA    | RFI            | ezüst     |
| Stazione di Bari Torre a Mare                    | Via Dogali                         | Bari                  | BA    | RFI            | bronz     |
| Stazione di Bari Zona Industriale                | Traversa di Via Casavola           | Bari                  | BA    | RFI            | bronz     |
| Stazione di Barletta                             | Piazza Conteduca 1                 | Barletta              | BA    | Centostazioni  | arany     |
| Stazione di Bisceglie                            | Piazza Armando Diaz, 21            | Bisceglie             | BA    | RFI            | ezüst     |
| Stazione di Bitetto-Palo del Colle               | Viale Stazione                     | Bitetto               | BA    | RFI            | ezüst     |
| Stazione di Bovino-Deliceto                      | Via Stazione                       | Bovino                | FG    | RFI            | bronz     |
| Stazione di Brindisi                             | Piazza Francesco Crispi 1          | Brindisi              | BR    | Centostazioni  | arany     |
| Stazione di Canne della Battaglia                | Contrada Canne della Battaglia     | Barletta              | BA    | RFI            | bronz     |
| Stazione di Canosa di Puglia                     | Corso Garibaldi 268                | Canosa di Puglia      | BA    | RFI            | ezüst     |
| Stazione di Carovigno                            | Via Stazione                       | Carovigno             | BR    | RFI            | bronz     |
| Stazione di Castellaneta                         | Via Tedesco                        | Castellaneta          | TA    | RFI            | bronz     |
| Stazione di Castellaneta Marina                  | Viale Stazione                     | Castellaneta          | TA    | RFI            | bronz     |
| Stazione di Cerignola Campagna                   | Piazzale Stazzione                 | Cerignola             | FG    | RFI            | ezüst     |
| Stazione di Chieuti-Serracapriola                | Viale della Stazione 1             | Chieuti               | FG    | RFI            | bronz     |
| Stazione di Cisternino                           | Viale Stazione FerroViaria         | Cisternino            | BR    | RFI            | bronz     |
| Stazione di Fasano                               | Largo Stazione ferroviaria, 1      | Fasano                | BR    | RFI            | ezüst     |
| Stazione di Foggia                               | Piazzale V.Veneto 1                | Foggia                | FG    | Centostazioni  | arany     |
| Stazione di Francavilla Fontana                  | Piazza Matteotti                   | Francavilla Fontana   | BR    | RFI            | ezüst     |
| Stazione di Ginosa                               | Via Stazione                       | Ginosa                | TA    | RFI            | bronz     |
| Stazione di Gioia del Colle                      | Piazza Kennedi                     | Gioia del Colle       | BA    | RFI            | ezüst     |
| Stazione di Giovinazzo                           | Piazza Risorgimento                | Giovinazzo            | BA    | RFI            | ezüst     |
| Stazione di Gravina in Puglia                    | Viale Regina Margherita            | Gravina in Puglia     | BA    | RFI            | bronz     |
| Stazione di Grottaglie                           | Via Stazione                       | Grottaglie            | TA    | RFI            | bronz     |
| Stazione di Grumo Appula                         | Strada ProViale per Sannicandro    | Binetto               | BA    | RFI            | ezüst     |
| Stazione di Incoronata                           | Strada Statale 16                  | Incoronata            | FG    | RFI            | bronz     |
| Stazione di Latiano                              | Via Manzoni                        | Latiano               | BR    | RFI            | ezüst     |
| Stazione di Lecce                                | Viale Oronzo Quarta                | Lecce                 | LE    | Centostazioni  | arany     |
| Stazione di Manfredonia                          | Piazza della Libertà               | Manfredonia           | FG    | RFI            | bronz     |
| Stazione di Marconi                              | Via Oberdan 8                      | Bari                  | BA    | RFI            | ezüst     |
| Stazione di Massafra                             | Via Stazione                       | Massafra              | TA    | RFI            | bronz     |
| Stazione di Mesagne                              | Via U. Granafei 1                  | Mesagne               | BR    | RFI            | bronz     |
| Stazione di Minervino Murge                      | Via Stazione                       | Minervino Murge       | BA    | RFI            | bronz     |
| Stazione di Modugno Città                        | Via XX Settembre                   | Modugno               | BA    | RFI            | bronz     |
| Stazione di Mola di Bari                         | Piazza Repubblica                  | Mola di Bari          | BA    | RFI            | ezüst     |
| Stazione di Molfetta                             | Piazza Aldo Moro                   | Molfetta              | BA    | RFI            | ezüst     |
| Stazione di Monopoli                             | Via A. Diaz                        | Monopoli              | BA    | RFI            | ezüst     |
| Stazione di Ordona                               | Viale Stazione                     | Ordona                | FG    | RFI            | bronz     |
| Stazione di Oria                                 | Viale R. Margherita                | Oria                  | BR    | RFI            | bronz     |
| Stazione di Orsara di Puglia                     | Via Stazione                       | Montaguto             | FG    | RFI            | bronz     |
| Stazione di Ortanova                             | S.Statale 16                       | Ortanova              | FG    | RFI            | bronz     |
| Stazione di Ostuni                               | Piazza Stazione                    | Ostuni                | BR    | RFI            | ezüst     |
| Stazione di Palagianello                         | Via Roma                           | Palagianello          | TA    | RFI            | bronz     |
| Stazione di Palagiano-Chiatona                   | Viale Chiatona                     | Palagiano             | TA    | RFI            | bronz     |
| Stazione di Palagiano-Mottola                    | Contrada Lupino                    | Palagiano             | TA    | RFI            | bronz     |
| Stazione di Poggio Imperiale                     | Contrada Scalo FS                  | Poggio Imperiale      | FG    | RFI            | bronz     |
| Stazione di Polignano a Mare                     | Viale Trieste                      | Polignano a Mare      | BA    | RFI            | ezüst     |
| Stazione di Rocchetta Sant’Antonio-Lacedonia     | Via Scalo FS                       | Rocchetta S.A.        | FG    | RFI            | bronz     |
| Stazione di San Pietro Vernotico                 | Via Stazione                       | San Pietro Vernotico  | BR    | RFI            | ezüst     |
| Stazione di San Severo                           | Piazza Costituzione                | San Severo            | FG    | RFI            | ezüst     |
| Stazione di San Vito dei Normanni                | Strada Statale 16                  | San Vito dei Normanni | BR    | RFI            | bronz     |
| Stazione di Santeramo                            | Via Stazione                       | Santeramo             | BA    | RFI            | bronz     |
| Stazione di Siponto                              | Piazzale Stazione                  | Siponto               | FG    | RFI            | bronz     |
| Stazione di Spinazzola                           | Via Scalo FS                       | Spinazzola            | BA    | RFI            | ezüst     |
| Stazione di Squinzano                            | Via Stazione                       | Squinzano             | LE    | RFI            | ezüst     |
| Stazione di Taranto                              | Piazza Libertà                     | Taranto               | TA    | Centostazioni  | arany     |
| Stazione di Trani                                | Via XX Settembre                   | Trani                 | BA    | RFI            | ezüst     |
| Stazione di Trepuzzi                             | via della stazione, 1              | Trepuzzi              | LE    | RFI            | ezüst     |
| Stazione di Trinitapoli-San Ferdinando di Puglia | Largo Stazione                     | Trinitapoli           | FG    | RFI            | ezüst     |